# Johann Antonius Kensinger Du Verger
Johann Antonius Kensinger Du Verger, falsch geschrieben auch Senzinger Du Verger († nach 1780) war ein holländisch-preußisch-kaiserlicher Offizier.

## Leben
Kensinger entstammte einer reformierten französischen Familie. Er trat 1758 als Oberstleutnant aus holländischen in preußische Militärdienste über und errichtete in Halberstadt aus 750 französischen Kriegsgefangenen das Freibataillon F 8, dem er als Chef vorstand. Sein Freikorps agierte im Siebenjährigen Krieg und war unter anderem an Rückzugsgefechten beim Marsch auf Lauban beteiligt. 1759 fiel er in Ungnade des Königs, musste sein Bataillon an Quintus Icilius abgeben und wurde auf der Festung Schweidnitz arrestiert. Nach 16 Monaten in Haft, konnte er 1762 eine Gelegenheit zur Flucht nutzen und schloss sich dem Korps von General Philipp Levin von Beck an. 1767 wurde er mit dem Prädikat du Verger in den Reichsadelsstand gehoben. Im Bayerischen Erbfolgekrieg kommandierte er als Oberstleutnant auf Seiten der Habsburger 200 Invalide Cordonisten. 1780 erfolgte seine Hebung in den Freiherrnstand.